# 光陽商事
株式会社光陽商事（こうようしょうじ）はかつて存在した日本の古物商。
1976年に株式会社ニシノフォト社のカメラ仕入販売部門として、西野嘉一、西野の妻、社員1名の3名により、東京都新宿区余丁町にて分離独立したことにより設立された。。創業当初より、カメラ買取を中心とした古物商を行っており、写真雑誌アサヒカメラ等への複数のカメラ専門雑誌への広告掲載やTVCM・全国紙への掲載等によって、順調に業績を伸ばし、一時期は市ヶ谷駅近くの東京都新宿区市谷左内町に自社ビルも所有していたことがあった。また業販専用のインターネットオークションプラットフォームである「CTN」（Camera Trade Network）も所有しており、古物商許可証を持つ全国のカメラ販売店向けのインターネットオークションでの取引も行っており、CTN独自の格付けランクも存在していた（個人での参加は認められていない）。
しかしながら、カメラ業界全般の衰退などの時代の流れにより、次第に会社規模を縮小。2005年12月時には従業員27名いたが、最末期の2022年5月時には8名まで減少した。2022年10月26日をもって事業停止し、2023年7月26日に東京地裁より破産手続開始決定を受け、47年の歴史に幕を閉じた。
その後、2023年10月に、有限会社R&Sのカメラ買取部門として東京・吉祥寺に於いて「アールズ光陽」としてオープン。法人は異なるが、光陽商事時代のスタッフ数名が以前とほぼ同じサービスを提供しており、事実上光陽商事の事業を承継している。
長年にわたり、声優・俳優の北村和夫が出演したテレビコマーシャルが関東ローカルを中心に放映されていたが、2023年現在も「光陽商事」YouTubeチャンネルが残っており、そこで見ることが出来る